# French Open 2018 (turniej legend poniżej 45 lat)
French Open 2018 – turniej legend poniżej 45 lat – zawody deblowe legend poniżej 45 lat, rozgrywane w ramach drugiego w sezonie wielkoszlemowego turnieju tenisowego, French Open. Zmagania miały miejsce pomiędzy 5 i 10 czerwca na ceglanych kortach Stade Roland Garros w 16. dzielnicy francuskiego Paryża.

## Drabinka

#### Klucz
- w/o – walkower
- k – krecz
- d – dyskwalifikacja
- Q – kwalifikant
- WC – dzika karta
- LL – szczęśliwy przegrany
- Alt – zawodnik zastępczy
- PR – ochrona rankingu
- SE – specjalna przepustka
- ITF – ranking ITF
- JE – ranking juniorski

### Faza finałowa
|  |       |                                   |   |   |  |
|  | Finał |                                   |   |   |  |
|  |       |                                   |   |   |  |
|  |       |                                   |   |   |  |
|  |       |                                   |   |   |  |
|  | A2    | Jewgienij Kafielnikow Marat Safin | 3 | 3 |  |
|  | A2    | Jewgienij Kafielnikow Marat Safin | 3 | 3 |  |
|  | B2    | Àlex Corretja Juan Carlos Ferrero | 6 | 6 |  |
|  | B2    | Àlex Corretja Juan Carlos Ferrero | 6 | 6 |  |
|  |       |                                   |   |   |  |

### Faza początkowa

#### Grupa A
|    |                                   | Arnaud Clément Nicolas Escudé | Jewgienij Kafielnikow Marat Safin | Thomas Enqvist Andrij Medwediew | Mecze W–L | Sety W–L | Gemy W–L | Miejsce |
| A1 | Arnaud Clément Nicolas Escudé     |                               | 4:6, 3:6 (5 czerwca)              | 6:3, 7:6(5) (6 czerwca)         | 1–1       | 2–2      | 20–21    | 2.      |
| A2 | Jewgienij Kafielnikow Marat Safin | 6:4, 6:3 (5 czerwca)          |                                   | 6:3, 3:6, 14–12 (7 czerwca)     | 2–0       | 4–1      | 22–16    | 1.      |
| A3 | Thomas Enqvist Andrij Medwediew   | 3:6, 6:7(5) (6 czerwca)       | 3:6, 6:3, 12–14 (7 czerwca)       |                                 | 0–2       | 1–4      | 18–23    | 3.      |

#### Grupa B
|    |                                   | Sébastien Grosjean Michaël Llodra | Àlex Corretja Juan Carlos Ferrero | James Blake Mark Philippoussis | Mecze W–L | Sety W–L | Gemy W–L | Miejsce |
| B1 | Sébastien Grosjean Michaël Llodra |                                   | 4:6, 2:6 (9 czerwca)              | 6:2, 6:2 (8 czerwca)           | 1–1       | 2–2      | 18–16    | 2.      |
| B2 | Àlex Corretja Juan Carlos Ferrero | 6:4, 6:2 (9 czerwca)              |                                   | 7:5, 3:6, 10–8 (5 czerwca)     | 2–0       | 4–1      | 23–17    | 1.      |
| B3 | James Blake Mark Philippoussis    | 2:6, 2:6 (8 czerwca)              | 5:7, 6:3, 8–10 (5 czerwca)        |                                | 0–2       | 1–4      | 15–23    | 3.      |